# Kommissionen für Rechtsfragen der Eidgenössischen Räte
Die Kommissionen für Rechtsfragen der Eidgenössischen Räte (RK) sind Sachbereichskommissionen des schweizerischen Parlaments. Sie werden mit RK-N (Kommission für Rechtsfragen des Nationalrats) und RK-S (Kommission für Rechtsfragen des Ständerats) abgekürzt.

## Aufgaben
Den beiden RK sind durch die Büros folgende Sachbereiche der Bundespolitik zugewiesen:
- Schweizerisches und internationales Zivil- und Zivilprozessrecht (inkl. Schuldbetreibung und Konkurs sowie Internationales Privatrecht)
- Unlauterer Wettbewerb (vertragsrechtliche Aspekte, irreführende und vergleichende Werbung, missbräuchliche Allgemeine Geschäftsbedingungen)
- Bodenrecht
- Schweizerisches und internationales Straf-, Strafprozess- und Strafvollzugsrecht (inkl. Geldwäscherei)
- Gerichtsbehörden
- Enteignung
- Immunitätsfälle (nur im Ständerat), Amnestien (ausser Steueramnestien)
- Allgemeines Verwaltungsverfahrensrecht
- Anwalts- und Notariatswesen

In diesen Sachbereichen haben die RK folgende Aufgaben (Art. 44 ParlG):
- Sie beraten die ihnen durch das Büro zugewiesenen Geschäfte (insbesondere Entwürfe für Bundesgesetze und Bundesbeschlüsse, parlamentarische Initiativen, Motionen) vor und stellen ihrem Rat dazu Anträge.
- Sie verfolgen die gesellschaftlichen und politischen Entwicklungen, arbeiten bei politischem Bedarf eigene Vorschläge aus (insbesondere parlamentarische Initiativen oder Motionen der Kommission) und unterbreiten diese ihrem Rat.
- Die RK-S entscheidet darüber hinaus abschliessend, also an Stelle ihres Rates, über Gesuche für die Aufhebung der Immunität von Mitgliedern der Eidgenössischen Räte und von durch die Bundesversammlung gewählten Magistratspersonen (Art. 17a ParlG, Art. 14 Abs. 1 VG). Im Nationalrat obliegt die analoge Aufgabe der Immunitätskommission.

## Zusammensetzung und Arbeitsweise
Die RK-N hat 25, die RK-S 13 Mitglieder, die auf Vorschlag der Fraktionen vom Büro des Rates zu Beginn der Legislaturperiode für eine Amtsperiode von vier Jahren gewählt werden. Ein an der Sitzungsteilnahme verhindertes Kommissionsmitglied kann sich für eine einzelne Sitzung durch ein anderes Ratsmitglied vertreten lassen. Ebenso wählen die Büros den Präsidenten und Vizepräsidenten für eine Amtsperiode von zwei Jahren.
Die RK sind repräsentative Abordnungen ihres Rates, d. h., ihre Zusammensetzung richtet sich nach der Stärke der Fraktionen im Rat.
Anders als in einer parlamentarischen Demokratie stehen sich in den RK nicht Regierungsmehrheit und Opposition gegenüber, sondern es bilden sich gemäss der Funktionsweise der schweizerischen Konkordanzdemokratie von Thema zu Thema wechselnde Mehrheiten. Die Stellung der RK gegenüber der Regierung ist stark, weil die Regierung sich keiner Mehrheit sicher sein kann, sondern eine Mehrheit je nach Thema wieder neu suchen muss und dabei gelegentlich auch scheitert. Die RK können unabhängig von der Regierung handeln, sind im Rat häufig erfolgreich mit Anträgen auf Änderung von Regierungsvorlagen oder mit eigenen, von der Regierung gelegentlich nicht unterstützten Vorlagen.
Die RK-N hält in den Zwischenräumen zwischen den vier jährlichen ordentlichen Sessionen in der Regel jeweils zwei zweitägige Sitzungen ab, die RK-S je eine zwei- und eine eintägige Sitzung. Dazu kommen bei Bedarf kürzere Sitzungen während der Sessionen.
Nach Art. 14 GRN und Art. 11 GRS können die RK Subkommissionen einsetzen und diese mit einem Auftrag betrauen.